# Eloy Azorín
Ne doit pas être confondu avec Azorín.
Eloy Azorín, mieux connu sous le nom de Eloy Azorín, est un acteur espagnol, né le 19 février 1977 à Madrid.

## Biographie
Eloy José Arenas Azorín est né à Madrid le 19 février 1977. Il est le fils de l'humoriste espagnol Eloy Arenas (es). Il est surtout connu pour ses rôles sur le petit écran.
En 2011, il intègre la distribution de la série Grand Hôtel dans le rôle de Javier Alarcón, un jeune héritier insouciant. La série est un succès un peu partout à travers le monde. Elle est diffusée en France sur Téva
En 2014, il est une nouvelle fois de retour sur le petit écran avec la série Sin Identidad. Son personnage est un hacker qui aide Maria Fuentes (Megan Montaner) à découvrir la vérité sur ses origines. La série dépasse les trois millions de téléspectateurs et elle est vendue en Italie. Azorin partage l'affiche avec, entre autres, Megan Montaner, Miguel Angel Munoz et Victoria Abril. La saison 2 est très attendue par les fans. La fiction reste inédite en France malgré une récompense au festival de la Télévision de Luchon. Les producteurs espèrent néanmoins qu'elle intéressera une chaîne française, vu l'engouement sur les réseaux sociaux.

## Filmographie

### Cinéma

#### Longs métrages
- 1996 : Como un relámpago de Miguel Hermoso : Pablo
- 1998 : Atómica de Alfonso Albacete et David Menkes : Ricardo
- 1999 : Tout sur ma mère de Pedro Almodóvar : Esteban
- 2000 : Auque tú no lo sepas de Juan Vicente Córdoba : Nacho
- 2000 : Besos para todos de Jaime Chávarri : Ramón
- 2001 : Juana la Loca de Vicente Aranda : Álvaro de Estúñiga
- 2002 : Guerreros de Daniel Calparsoro : Vidal
- 2002 : Cuba de Pedro Carvajal : Santiago de Sarmiento
- 2004 : El año del diluvio de Jaime Chávarri : Bartolo
- 2004 : A + (Amas) de Xavier Ribera : Ace
- 2006 : Skizo de Jesús Ponce : Gorka
- 2006 : Les Borgia d'Antonio Hernández : Jofré Borgia : ?
- 2008 : No me pidas que te bese porque te besaré de Albert Espinosa : Albert
- 2010 : Todas las canciones hablan de mí de Jonás Trueba : Nico
- 2014 : Pancho, el perro millonario de Tom Fernández : ?

#### Courts métrages
- 1999 : La luz que me ilumina : ?
- 2000 : Jadines deshabitados : ?
- 2004 : Niño vudú : Narrateur
- 2005 : Sofia : Pablo
- 2008 : Santiago de sangre : Gabriel
- 2008 : Babies for Gina : Él
- 2009 : Parenthesis : ?
- 2010 : Ida y vuelta : Enrique

### Télévision

#### Séries télévisées
- 1998 : La vida en el aire : Juanjo (13 épisodes)
- 1998 : Hermanas : (1 épisode)
- 2004 : Hospital Central : Daniel Alonso (7 épisodes)
- 2008 : Guante blanco : Jorge Lestón (8 épisodes)
- 2010-2012 : Aída : Eduardo (12 épisodes)
- 2011-2013 : Grand Hôtel : Don Javier Alarcon (23 épisodes)
- 2013 : Águila Roja : ? (1 épisode)
- 2013 : Inquilinos : ? (1 épisode)
- 2013-2015 : Sin Identidad  : Pablo Roja (23 épisodes)
- 2015-à présent : Apaches : Sastre
- 2016 : La que se avecina : Gonzalo (1 épisode)
- 2019-2020 : Alta Mar : Fernando Fábregas (22 épisodes)
- 2022 : L'Âge de la colère : Álvaro

#### Téléfilms
- 2003 : Ausias March de Daniel Múgica : Príncipe de Viana
- 2003 : Arroz y tartana de José Antonio Escrivá : Juanito